# Коджедо
Коджедо́ (кор. 거제도, 巨濟島, Geojedo, Kŏjedo) — остров в Восточном море у южных берегов Корейского полуострова недалеко от Пусана, принадлежащий Южной Корее. Второй по величине остров в составе Южной Кореи (383,44 км²). Главный населённый пункт острова — город Кодже.

## История
В годы Корейской войны на острове существовал концентрационный лагерь «№ 76» для военнопленных — северокорейских и китайских солдат. 7 мая 1952 года после попытки американских войск сорвать репатриацию, военнопленные подняли восстание, захватили и судили начальника лагеря генерала Ф. Додда. По утверждению советских источников, в ходе подавления восстания американские войска применили танки, а также неоднократно использовали химическое оружие. С 2010 года соединён с Южной Корей 8,2 км мост-тоннелем Busan-Geoje Fixed Link.